# Liga Española de Baloncesto 1974-1975
La Liga Española de Baloncesto 1974-1975 è stata la 19ª edizione del massimo campionato spagnolo di pallacanestro maschile. La vittoria finale è stata ad appannaggio del Real Madrid.

## Risultati

### Stagione regolare
|     | Squadra           | G  | V  | N | P  | PF    | PS    | P.ti | Qualificazione                    |
| --- | ----------------- | -- | -- | - | -- | ----- | ----- | ---- | --------------------------------- |
| 1.  | Real Madrid       | 22 | 20 | 0 | 2  | 2.288 | 1.705 | 40   |                                   |
| 2.  | Barcellona        | 22 | 19 | 0 | 3  | 2.019 | 1.614 | 38   |                                   |
| 3.  | Juventud Badalona | 22 | 16 | 1 | 5  | 1.850 | 1.613 | 33   |                                   |
| 4.  | Club YMCA España  | 22 | 11 | 0 | 11 | 1.891 | 1.870 | 22   |                                   |
| 5.  | CD Manresa        | 22 | 9  | 3 | 10 | 1.697 | 1.650 | 21   |                                   |
| 6.  | Círculo Católico  | 22 | 10 | 0 | 12 | 1.768 | 1.885 | 20   |                                   |
| 7.  | Estudiantes       | 22 | 8  | 0 | 14 | 1.781 | 1.911 | 16   |                                   |
| 8.  | CD Vasconia       | 22 | 8  | 0 | 14 | 1.711 | 1.874 | 16   |                                   |
| 9.  | L'Hospitalet      | 22 | 7  | 1 | 14 | 1.700 | 1.858 | 15   |                                   |
| 10. | Águilas de Bilbao | 22 | 7  | 1 | 14 | 1.697 | 1.931 | 15   | spareggi retrocessione/promozione |
| 11. | UDR Pineda        | 22 | 7  | 0 | 15 | 1.667 | 1.951 | 14   | spareggi retrocessione/promozione |
| 12. | CD Mataró         | 22 | 7  | 0 | 15 | 1.741 | 1.948 | 14   | retrocesso in Segunda División    |

| Liga Española de Baloncesto 1974-1975 |
| ------------------------------------- |
| Real Madrid 17º titolo                |

### Spareggi retrocessione/promozione
| Squadra 1               | Totale  | Squadra 2         | Andata | Ritorno |
| ----------------------- | ------- | ----------------- | ------ | ------- |
| RC Náutico de Tenerife  | 164–166 | Águilas de Bilbao | 88–69  | 76–97   |
| Club Bàsquet Granollers | 131-141 | UDR Pineda        | 65-64  | 66-77   |

## Formazione vincitrice
| N° | Naz.                   | Ruolo | Sportivo              |  | Alt. |  |
| -- | ---------------------- | ----- | --------------------- |  | ---- |  |
| 4  | Spagna (bandiera)      | AP    | Wayne Brabender       |  | 193  |  |
| 5  | Spagna (bandiera)      | P     | Vicente Ramos         |  | 180  |  |
| 6  | Spagna (bandiera)      | C     | Cristóbal Rodríguez   |  | 202  |  |
| 7  | Spagna (bandiera)      | P     | Carmelo Cabrera       |  | 183  |  |
| 8  | Spagna (bandiera)      | AP    | Vicente Paniagua      |  | 194  |  |
| 9  | Spagna (bandiera)      | AP    | Luis María Prada      |  | 194  |  |
| 10 | Stati Uniti (bandiera) | AP    | Walt Szczerbiak       |  | 198  |  |
| 11 | Spagna (bandiera)      | P     | Juan Antonio Corbalán |  | 184  |  |
| 12 | Spagna (bandiera)      | C     | Rafael Rullán         |  | 207  |  |
| 13 | Spagna (bandiera)      | C     | Clifford Luyk         |  | 202  |  |
| 14 | Spagna (bandiera)      | A     | Samuel Puente         |  | 197  |  |
| 15 | Spagna (bandiera)      | A     | José Manuel Beirán    |  | 196  |  |
|    | Spagna (bandiera)      | All.  | Pedro Ferrándiz       |  |      |  |